# Hans Kasdorf
Hans Kasdorf (* 27. Juli 1928 in Alexandrowka, UdSSR; † 26. März 2011 in Fresno, USA) war ein deutscher Theologe russlanddeutscher Abstammung.

## Leben
Als Sohn einer mennonitischen Flüchtlingsfamilie wuchs Kasdorf in Waldheim in der kanadischen Provinz Saskatchewan auf. Nach seiner Heirat mit Friede Reimer in Kanada (20. September 1953) dienten die Eheleute als Missionare in Brasilien. Im Studium in Nordamerika widmete er dem Thema Missionen viel Zeit und wurde 1976 mit einer Untersuchung über Gustav Warneck promoviert. Nach langjähriger Lehrtätigkeit am Fresno Pacific College lehrte er am Fresno Pacific University Biblical Seminary (1978–1993). Von 1994 bis 1998 entwickelte er die Abteilung Missionsstudien an der FTH Gießen.

## Schriften (Auswahl)
- The church concept of the Mennonite Brethren in Anabaptist prespective. Fresno 1972, OCLC 1057844085 (zugleich Masterarbeit, Mennonite Brethren Biblical Seminary 1972).
- Gemeindewachstum als missionarisches Ziel. Ein Konzept für Gemeinde- und Missionsarbeit (= Telos-Bücher Band 1700). Verlag der Liebenzeller Mission, Bad Liebenzell 1976, ISBN 3-88002-034-5.
- A century of Mennonite Brethren mission thinking, 1885–1984. 1986, OCLC 456819818 (zugleich Dissertation, University of South Africa 1986).
- Die Umkehr. Bekehrung in ihren theologischen und kulturellen Zusammenhängen. Logos, Bielefeld 1989, ISBN 3-927767-00-X.
- Gustav Warnecks missiologisches Erbe. Eine biographisch-historische Untersuchung. Brunnen-Verlag, Gießen/Basel 1990, ISBN 3-7655-9353-2 (zugleich Dissertation, School of World Mission Pasadena 1976).
- Flammen unauslöschlich. Mission der Mennoniten unter Zaren und Sowjets 1789–1989 (= Beiträge zur osteuropäischen Kirchengeschichte Band 2). Logos, Bielefeld 1991, ISBN 3-927767-04-2.
- Design of my journey. An autobiography. Verlag für Theologie und Religionswissenschaft, Nürnberg 2004, ISBN 1-877941-10-7.